# Tom Courtenay
Thomas Daniel Courtenay, Kt. (Kingston upon Hull, 25 de fevereiro de 1937) é um ator inglês. Courtenay apareceu em numerosos filmes exitosos durante a década de 1960, incluindo The Loneliness of the Long Distance Runner (1962), Billy Envolver (1963) e Doutor Jivago (1965). Desde meados dos anos 1960, Courtenay concentrou-se principalmente em seu trabalho teatral. Em fevereiro de 2001, foi nomeado cavalheiro por seus serviços ao cinema e teatro.

## Biografia

### Primeiros anos
Courtenay nasceu em Kingston upon Hull filho de Anne Eliza e Thomas Henry Courtenay, um pintor de botes. Ali assistiu à Kingston High School. Posteriormente estudou drama na Royal Academy of Dramatic Art (RADA) em Londres.

### Carreira
Courtenay realizou seu debut teatral em 1960 com a companhia teatral do Old Vic no Royal Lyceum Theatre de Edimburgo. Em 1961, interpretou a personagem principal em uma produção de Billy Envolver no Cambridge Theatre. Posteriormente, interpretaria o mesmo papel na adaptação cinematográfica da novela, dirigida por John Schlesinger.
O debut cinematográfico de Courtenay foi o filme de 1962 Private Potter dirigida por Caspar Wrede, quem tinha-o observado enquanto estudava na RADA. Pouco depois, apareceu em The Loneliness of the Long Distance Runner, dirigida por Tony Richardson e em Billy Envolver. Por sua actuação em The Loneliness of the Long Distance Runner, Courtenay ganhou o Prêmio BAFTA ao actor mais prometedor em 1962. Em 1965, Courtenay interpretou ao líder revolucionário Pasha Antipov em Doutor Zhivago. Por esta actuação, foi indicado ao Óscar ao melhor actor de partilha. Outros de seus trabalhos cinematográficos conhecidos são King & Country (1964), dirigida por Joseph Losey, e A noite dos generais (1967), dirigida por Anatole Litvak.
Apesar da atenção que recebeu por seus aparecimentos nestes filmes, Courtenay tem manifestado que não está particularmente interessado com atuar para o ecrã grande. Desde meados dos anos 1960, Courtenay começou-se a concentrar em seu trabalho teatral. Em 1966, iniciou uma longa relação com o recém formado Royal Exchange Theatre de Mánchester, trabalhando baixo a direcção de Caspar Wrede. Seus primeiros papéis foram nas obras The Rivals de Richard Brinsley Sheridan e O príncipe de Homburg de Heinrich von Kleist. Desde então, tem interpretado uma variedad de personagens, incluindo as personagens principais de O rei Lear em uma produção de 1999 e em uma produção de 2001 de Tio Vania]].
A relação entre Courtenay e Wrede continuou durante os anos. Interpretou o papel principal na adaptação cinematográfica de Um dia na vida de Iván Denisovich de Aleksandr Solzhenitsyn, dirigida por Wrede. Posteriormente, Courtenay apareceu em The Dresser junto a Albert Finney. Ambos receberam nominaciones ao Óscar ao melhor actor em 1983, ainda que perderam ante Robert Duvall. Em 1991, interpretou a William Bentley em Let Him Have It.
Ainda que seu trabalho para a televisão e a rádio tem sido relativamente menor, Courtenay tem participado em várias produções exitosas. Actuou em adaptações da BBC de She Stoops to Conquer e de várias obras de Alan Ayckbourn. Também apareceu no telefilme norte-americano I Heard the Owl Call My Name. Igualmente, realizou um cameo como o antropólogo Bronislaw Malinowski no telefilme de 1995 The Adventures of Young Indiana Jones: Treasure of the Peacock's Eye. Em 1998, trabalho de novo junto a Albert Finney, desta vez para o drama da BBC A Rather English Marriage. Em 2004, participou na obra radial de Ben Steiner A Brief Interruption, a qual foi transmitida por BBC Rádio 4. Também para Rádio 4, interpretou o participou em The Domino Man of Lancashire, Maurice e Man in the Moon, transmitidas em 2007.
Em 2002, baseando em uma ideia de Michael Godley, Courtenay organizou um espectáculo titulado Pretending To Bê Basear nas cartas e escrituras do poeta Philip Larkin. O espectáculo foi estreado em West Yorkshire Playhouse em Leeds. Posteriormente foi transladado ao Comedy Theatre em West End.
Em 2007, Courtenay apareceu em dois filmes: Flood de Tony Mitchell e A bússola dourada de Chris Weitz. Em 2008, apareceu na adaptação da BBC de A pequena Dorrit e na edição natalina de The Royle Family.

## Vida pessoal
Courtenay foi casado com a atriz Cheryl Kennedy de 1973 até 1982. Em 1988, casou-se com Isabel Crossley, uma directora de palco no Royal Exchange Theatre. É torcedor do Hull City.

## Filmografia
- Night Train to Lisbon (2012)
- Little Dorrit (2008) - Série BBC
- A bússola dourada (2007)
- Flood (2007)
- Nicholas Nickleby (2002)
- Last Orders (2001)
- Whatever Happened to Harold Smith? (1999)
- The Boy from Mercury (1996)
- Famous Fred (1996)
- Let Him Have It (1991)
- The Last Butterfly (1991)
- Leonard Part 6 (1987)
- Happy New Year (1987)
- The Dresser (1983)
- To Catch a Spy (1971)
- One Day in the Life of Ivan Denisovich (1970)
- Otley (1968)
- Sentença para um dandy (1968)
- The Day the Fish Came Out (1967)
- A noite dos generais (1967)
- Doutor Jivago (filme) (1965)
- King Rat (1965)
- Operação Crossbow (1965)
- King & Country (1964)
- Billy Envolver (1963)
- The Loneliness of the Long Distance Runner (1962)
- Private Potter (1962)